# Mafalda, Molise
Mafalda är en ort och kommun i provinsen Campobasso i regionen Molise i Italien. Kommunen hade 1 167 invånare (2018).